# ХСК Конкордия
ХШК Конкордия (на хърватски: Hrvatski športski klub Concordia) е бивш хърватски и югославски футболен клуб от Загреб. Двукратен шампион на Югославия, шампион на Хърватия.

## История
Клубът е основан на 10 октомври 1906 г. под името „Средношколски спортен клуб“. През 1912 г. Конкордия става вицешампион на първото (и последно за много години) първенство в Хърватия. От 1930 до 1938 г. клубът играе в шампионата на Кралство Югославия и два пъти през сезоните 1930 и 1931/32 става шампион на Югославия. През Втората световна война, Конкордия играе в хърватското първенство и става шампион през сезон 1942. След Втората световна война клубът, както и главните му съперничещи клубове - ХШК Граджански и ХАШК, са разформировани и на тяхна основа е създаден Динамо Загреб. Също така от остатъкът от Конкордия, през 1945 г. е създаден отбора „Зелени 1906“.

## Успехи
- Първа лига (Югославия)
  - Шампион (2): 1930, 1931/32

- Първа лига на Хърватия
  - Шампион: 1942[1]